# Skanderbegs segl
Skanderbegs segl er en seglstampe som ejes af Nationalmuseet, beskrevet af arkæologen Peter Pentz. Ifølge sin græske indskrift har den tilhørt en konge og kejser Alexandros, hvilket af visse tolkes direkte som at den har tilhørt den albanske nationalhelt Skanderbeg, men den er sandsynligvis først fremstillet efter hans død.
Der kendes pt. ingen eksempler på at seglstampen har været brugt på dokumenter i Italien, Albanien, Grækenland/Byzans eller Tyrkiet, eller nogen andre steder. Stampen blev købt til den danske konge i 1634, var senere i privateje og blev anskaffet af Nationalmuseet i 1839. Seglets oprindelse og brug er således historisk meget tvivlsom. Den mest fremherskende teori er at den er fremstillet efter Skanderbegs død med henblik på at gøre krav på det tidligere byzantinske område.
På seglet er i midten den byzantinske tohovedede ørn (gr. ΔΙΚΕΦΑΛΟΣ ΑΕΤΟΣ, ofte på dansk fejlagtigt kaldet dobbeltørn) som herefter blev kopieret fra det Byzantinske Rige og optaget i det albanske rigsvåben. Inskriptionen er i sagens natur spejlvendt og skriver: 
ΒΑΣΙΛΕΥΣ.ΑΛΕΞΑΝΔΡΟΣ.ΕΛΕΩ.ΘΥ.ΑΥΤ.ΡΩΜΕΙ.ΟΜΕΓ.ΑΥΘ.ΤΟΥΡ.ΑΛΒ.ΣΕΡΒΙ.ΒΟΥΛΓΑΡΙ.
På dansk ordret oversat: "Kong.Alexander.Af Guds nåde.Kejser over romerne (betød på daværende tidspunkt grækerne i det Byzantinske Rige), Den Store.Hersker (over).Tyrkerne.Albanerne.Serberne.Bulgarerne". (De fleste af ordene i den græske tekst er forkortede på seglstampen).
Det skal nævnes at teksten er på grammatisk forkert græsk, hvor "romerne, tyrkerne osv" på korrekt græsk skal være i genitiv men her er i nominativ. Endvidere er stavningen forkert da endelsen i nominativ pluralis er OI men her kun ender på I. Der er derfor næppe tvivl om at seglet i hvert fald ikke kan være byzantinsk, da det i så fald utvivlsomt ville være skrevet korrekt. Dette taler også for at der er tale om en senere fremstilling. Endelig kan det nævnes at Alexander den Store også ved visse lejligheder kaldte sig "grækernes konge og kejser".